# Aguil Aliyev
Pour les articles homonymes, voir Aliyev.
Agil Alirza oglu Aliyev (en azéri : Aqil Əlirza oğlu Əliyev), né le 10 décembre 1926 à Nakhichevan, Nakhichevan ASSR, RSS d'Azerbaïdjan et mort le 7 mars 2006 à Bakou, Azerbaïdjan, est un scientifique et économiste soviétique et azerbaïdjanais, membre correspondant de l'Académie nationale des sciences d'Azerbaïdjan. Il est le frère cadet du président azerbaïdjanais Heydar Aliyev. Il est enterré dans l'Allée d'honneur.

## Biographie
En 1951, il est diplômé de la Faculté d'histoire de l'Université d'État d'Azerbaïdjan. Il commence sa carrière comme chercheur à l'Institut d'histoire de l'Académie nationale des sciences d'Azerbaïdjan, puis il travaille à l'Institut polytechnique d'Azerbaïdjan, et depuis 1953 à l'Institut de médecine d'Azerbaïdjan. En 1973, il est nommé chef du Département d’économie et des principes fondamentaux du droit à l’Institut de médecine.
En 1970, il reçoit le diplôme de candidat en sciences économiques, en 1973 le titre académique de professeur associé et en 1979 devient professeur. En 1983, il est docteur en économie. En juin 2001, il est élu membre correspondant de l'Académie nationale des sciences d'Azerbaïdjan.
Agil Aliyev est l'auteur d'environ 130 ouvrages scientifiques publiés, dont 16 à l'étranger. Agil Aliyev est membre à part entière de l'International Eco-Energy Academy